# Zemědělské sídlo

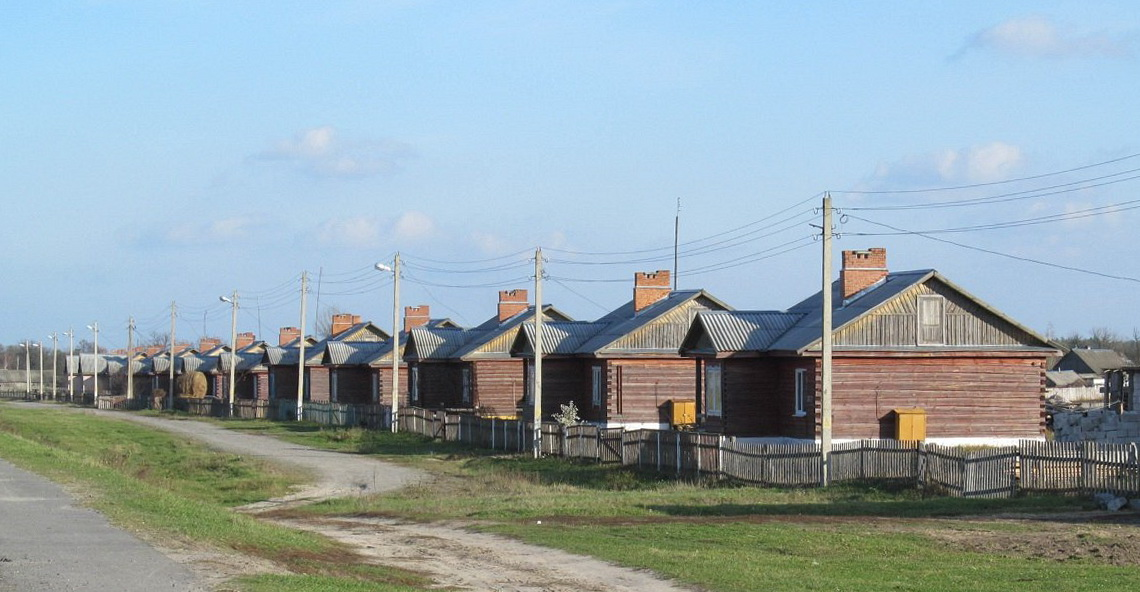
Typická zástavba zemědělského sídla (obec Bravoje)

Zemědělské sídlo (rusky aгрогородок, agrogorodok; bělorusky aграгарадок, ahraharadok) je oficiální typ venkovského sídla v Bělorusku, který byl zaveden zákonem „O administrativně-územním členění a postupů řešení otázek administrativně-územní struktury Běloruské republiky“. Zákon definuje zemědělské sídlo jako dobře vyvinuté venkovské sídlo s průmyslovou a sociální infrastrukturou s cílem zajistit sociální standardy pro populace žijící v územním celku a v okolních oblastech.
Zákon dále říká, že v případě, kdy selsovět má zemědělské sídlo, musí být jeho správním střediskem právě zemědělské sídlo. Pokud existuje více než jedno zemědělské sídlo, centrum selsovětu je přiřazeno Okresní rady sněmovny.